# Françoise Barré-Sinoussi

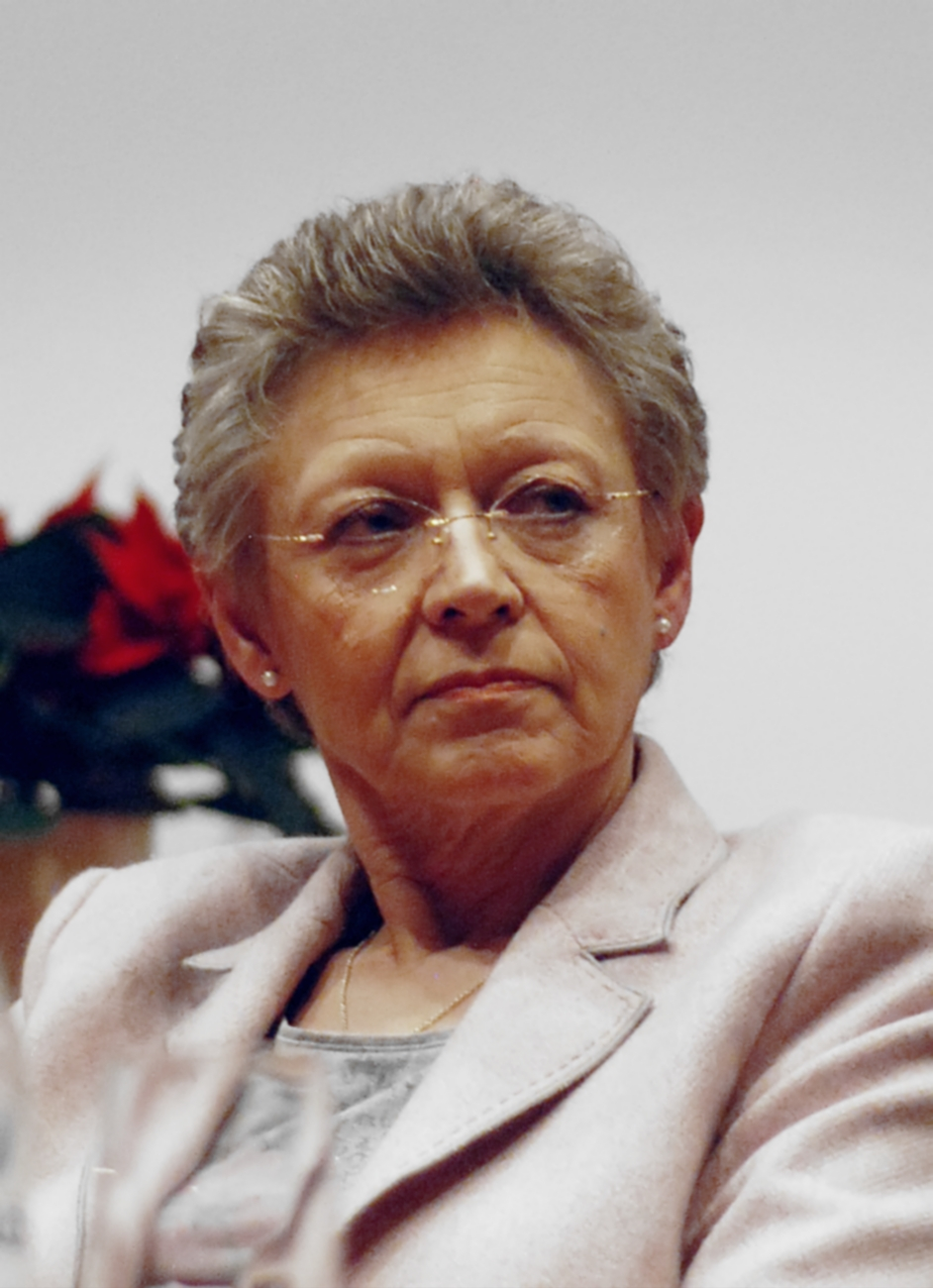
Françoise Barré-Sinoussi (2008)

Françoise Barré-Sinoussi (* 30. Juli 1947 in Paris) ist eine französische Virologin, die im Jahr 2008 zusammen mit Luc Montagnier für ihre Arbeiten über das HI-Virus mit dem Nobelpreis für Physiologie oder Medizin ausgezeichnet wurde.

## Leben
Françoise Barré-Sinoussi ist die Tochter von Jeanine (geb. Fau) und Roger Sinoussi und machte ihr Abitur am Lycée Bergson. Sie legte 1974 an der Faculté des sciences de Paris ihr Doktorat ab und begann 1975 ihre wissenschaftliche Karriere am INSERM. Am Pariser Institut Pasteur begann Barré-Sinoussi Forschungsarbeiten über Retroviren. In der Arbeitsgruppe von Luc Montagnier gelang ihr 1983 die Identifizierung des HI-Virus als Auslöser der Krankheit Aids. Barré-Sinoussi, Luc Montagnier und Mitarbeiter hatten aus dem Gewebe eines AIDS-Patienten das Virus isoliert und zunächst „Lymphadenopathie-assoziiertes-Virus“ genannt. Die gleichzeitige Veröffentlichung der Entdeckung des Retrovirus durch die Gruppe von Robert Charles Gallo führte zu einem jahrelangen Rechtsstreit über die Erstentdeckung.
1986 wurde Barré-Sinoussi Laborleiterin, 1992 Abteilungsleiterin und 1996 Professorin und Leiterin der Forschungsgruppe über die Biologie von Retroviren am Institut Pasteur. In mehr als 200 Veröffentlichungen und bei mehr als 250 Konferenzen hat sich Françoise Barré-Sinoussi für den Kampf gegen Aids eingesetzt. Als wissenschaftliche Beraterin nahm sie an Anti-Aids-Programmen der Weltgesundheitsorganisation sowie dem UN-Programm UNAIDS teil.
Seit dem 7. Oktober 1978 ist sie mit dem französischen Wissenschaftler Jean-Claude Barré verheiratet.

## Auszeichnungen
Françoise Barré-Sinoussi erhielt zahlreiche wissenschaftliche Auszeichnungen, darunter 1986 den Förderpreis für die Europäische Wissenschaft der Körber-Stiftung, 1993 den Internationalen Preis für Medizin der King Faisal Foundation und 2001 den Ehrenpreis der International AIDS Society. Im Jahr 2006 wurde Françoise Barré-Sinoussi zum Officier, 2013 zum Grand Officier und 2016 zum Grand Croix de la Légion d’Honneur ernannt.
2008 wurde Barré-Sinoussi zusammen mit Luc Montagnier eine Hälfte des Nobelpreises für Physiologie oder Medizin zugesprochen. Die andere Hälfte des Nobelpreises ging an den deutschen Virologen Harald zur Hausen.
2018 wurde sie in die National Academy of Medicine der Vereinigten Staaten gewählt.